# TrackMania (2003)
TrackMania (w skrócie: TM) - pierwsza gra wyścigowa produkowana przez firmę francuską Nadeo dostępna tylko na platformę PC o licencji komercyjnej. Została też oficjalnie wydana na rynek światowy przez Digital Jesters 28 listopada 2003 roku, jednak w zależności od kraju miała ona publikację przez narodowych dystrybutorów w późniejszych datach niż oficjalnie - w Polsce miała premierę 16 czerwca 2004 roku od dystrybutora Techland, zaś w Stanach Zjednoczonych - 8 lipca 2004 przez Enlight. Głównym następcą gry jest TrackMania Sunrise, lecz bardziej odświeżonymi wersjami powiązanymi z pierwszą wersją TrackManii są TrackMania Power Up! oraz TrackMania Original.

## Opis gry
TrackMania zawiera 3 pierwsze środowiska o różnych wyglądach. Wśród nich jest amerykańska pustynia (ang. Desert), wiejski, usiany zamkami, brytyjski teren (ang. Rally) oraz japońskie, pełne śniegu góry (ang. Snow). Do każdego środowiska przeznaczone są określone samochody, których nie da się wybrać na dany teren, tylko wzór karoserii można jedynie zmienić. Każdy z pojazdów ma odmienny styl jazdy w zależności od środowiska. W TrackManii jest dostępny trójwymiarowy edytor tras zawierający elementy do umieszczenia na planszy zwane segmentami, których jest łącznie 300. Do każdego z nich wprowadzono w edytorze wirtualną monetarną wartość wyrażaną w miedziakach (ang. Coppers). Edytor posiada mnóstwo możliwości przy budowie tras. Można na planszy regulować wysokość ziemi, wstawiać tunele w skałach i pod ziemią, umieszczać dekoracje (w tym rośliny i skały), zapisać tor pod własną nazwą, a nawet ścigać się na nim z innymi graczami przez Internet.
Gra potrafi działać pod funkcją Engine 3D, dzięki której aplikacja może działać płynnie na komputerach o niskich parametrach. Dodatkowo do zbudowanych przez graczy torów zmniejszono ilość pamięci, żeby ułatwić ich transfer w Internecie. Do dowolnej trasy w grze może dołączyć najwięcej 6 osób.

## Oceny i recenzje
TrackMania, choć jest pierwszą zaprojektowaną grą firmy Nadeo posiada sporo pozytywnych opinii pochodzących od mnóstwa recenzentów. Przykładem tego na stronie Metacritic gra otrzymała ocenę 74 / 100 punktów. Podobną wykazano też na Gry-Online, na co dano 7,5 / 10 punktów. Zdaniem innych osób wadami gry jest duża odmienność od innych gier wyścigowych, nietypowa ścieżka dźwiękowa czy brak wyboru pojazdu do danego środowiska. 
Według redaktora strony Gry-Online Jacka Hałasa TrackMania posiada dobrze wykonaną ścieżkę dźwiękową, jakość torów od producenta oraz tryb Puzzle. Recenzent uznał oprawę wizualną gry za przeciętną. Głównie widocznymi wadami gry są pojazdy, które poruszają się mało realistycznie oraz liczba elementów w edytorze tras nie jest duża. Finalnie ocenił grę na 7 / 10 punktów. Inny recenzent TrackManii Travis Young twierdzi, że gra jest bogato zaprojektowana oceniając ją tak pod wieloma względami. Jego zdaniem menu główne gry wygląda całkiem prosto, ale pozytywnie. Podobne ma zdanie, co do oprawy graficznej pojazdów. Według jego opinii edytor tras jest tak zaprojektowany, że potrafi gracza uzależnić od budowy.

## Wydanie i odbiór
Przed publikacją gry w Polsce i w Stanach Zjednoczonych pierwsze obrazki prezentujące grę opublikowano w wersji beta 24 października 2003, a kolejne 3 marca 2004. W europejskich krajach TrackMania ukazała się na rynku o podstawowej wersji, a następnie wydano jej poprawioną o nazwie Power Up!, także dostępną w Europie. W Stanach Zjednoczonych odsłony o tej nazwie nie opublikowano, tylko pod normalną nazwą (TrackMania). Charakteryzuje się inną okładką, znakiem gry oraz funkcjami należącymi do wersji Power Up!. Wszystkie te możliwości dodane do gry wraz z jej premierą zostały potwierdzone przez firmę dystrybucyjną Enlight. Po pojawieniu się gry na rynku amerykańskim sprzedaż oraz jej popularność zakończyła się niepowodzeniem. Głównym powodem tego był brak powiązania TrackManii z organizacją wyścigową NASCAR, jednak w Europie gra na mnóstwie krajów stała się o wiele popularniejsza niż w wersji amerykańskiej.  

## Inne wersje

### TrackMania Power Up!
TrackMania Power Up! jest ulepszoną wersją TrackManii wydaną 14 maja 2004 roku przez Digital Jesters, także na platformę PC jako darmowy dodatek do poprzedniej odmiany, czy też w formie wydzielonej na nośnik CD-ROM. Ta gra posiada niewielką ilość detali w porównaniu do pierwotnej TrackManii. Wyróżnia się innym wyglądem okładki, lepszą rozgrywką internetową, w której może maksymalnie 10 graczy się ścigać po torach czy nowym trybem rozgrywki o nazwie Survival (z ang. Przetrwanie), który oznacza jazdę po trasach z innymi samochodami w celu przejścia dalej w zależności od pozycji zaliczenia jazdy. Tylko w tej wersji TrackManii stosowano ów tryb. Dodatkowo do edytora tras w tej grze dodano mnóstwo nowych elementów.

### TrackMania Original
Nowa odmiana starszej TrackManii, oznaczona napisem Original została opublikowana jako drugi następca tej gry oraz jako darmowy dodatek do wersji Power Up!. Wydana na światowy rynek 12 października 2005 roku gra jest dostępna tylko na PC, także w wersji pudełkowej, zaś w Polsce ukazała się na rynku 19 grudnia 2005 r przez dystrybutora Techland. W porównaniu do poprzednich odmian TrackMania Original posiada bardziej widoczne zmiany pod względem wizualnym oraz nowatorskim, które pochodzą z gry TrackMania Sunrise wydanej nieco wcześniej włącznie z nowymi elementami w edytorze torów. 